# Яньці
Яньці (кит. 焉耆镇, пін. Yānqí Zhèn) — містечко у КНР, адміністративний центр Яньці-Хуейського автономного повіту Баянгол-Монгольської автономної префектури.

## Географія
Яньці розташовується у східній частині Тянь-Шаню (пасмо Боро-Хоро) на висоті понад 1000 метрів над рівнем моря, лежить у нижній течії річки Хайдик-Гол перед її впадінням до Баграшкьоля.

### Клімат
Містечко знаходиться у зоні, котра характеризується кліматом пустель помірного поясу. Найтепліший місяць — липень із середньою температурою 23.4 °C. Найхолодніший місяць — січень, із середньою температурою -10.9 °С.
| Клімат Яньці            | Клімат Яньці | Клімат Яньці | Клімат Яньці | Клімат Яньці | Клімат Яньці | Клімат Яньці | Клімат Яньці | Клімат Яньці | Клімат Яньці | Клімат Яньці | Клімат Яньці | Клімат Яньці | Клімат Яньці |
| Показник                | Січ.         | Лют.         | Бер.         | Квіт.        | Трав.        | Черв.        | Лип.         | Серп.        | Вер.         | Жовт.        | Лист.        | Груд.        | Рік          |
| Середній максимум, °C   | −3,6         | 3,4          | 12,2         | 20,7         | 26,1         | 29,5         | 30,7         | 30,1         | 25,4         | 17,7         | 7,7          | −1,6         | 16,5         |
| Середня температура, °C | −10,9        | −4,6         | 4,1          | 12,7         | 18,5         | 22,2         | 23,4         | 22,3         | 17,1         | 9,2          | 0,4          | −7,7         | 8,9          |
| Середній мінімум, °C    | −16,5        | −11,6        | −3,5         | 4,5          | 10,8         | 14,9         | 16,4         | 15           | 9,6          | 2,3          | −5           | −12,4        | 2            |
| Норма опадів, мм        | 1.5          | 2            | 2            | 4.1          | 11.7         | 14.5         | 18.6         | 12.7         | 9.5          | 4.7          | 0.7          | 1.3          | 83.3         |
| Вологість повітря, %    | 75           | 61           | 47           | 41           | 43           | 49           | 55           | 55           | 58           | 62           | 70           | 76           | 57.7         |
| ----------------------- | ------------ | ------------ | ------------ | ------------ | ------------ | ------------ | ------------ | ------------ | ------------ | ------------ | ------------ | ------------ | ------------ |
| Джерело: data.cma.cn    |              |              |              |              |              |              |              |              |              |              |              |              |              |